# Stadionul Silviu Ploeșteanu
Stadionul Silviu Ploeșteanu lub Stadionul Tineretului – stadion piłkarski w Braszowie, w Rumunii. Został otwarty w 1936 roku, na przełomie lat 60. i 70. XX wieku został zmodernizowany; w 2009 roku zainaugurowano na nim sztuczne oświetlenie. Obiekt może pomieścić 8800 widzów. Swoje spotkania rozgrywają na nim piłkarze klubu SR Brașov.
25 maja 2011 roku na stadionie rozegrano finał piłkarskiego Pucharu Rumunii sezonu 2010/11 (Steaua Bukareszt – Dinamo Bukareszt 2:1).